# Ким Хисон
Ким Хисон (кор. 김희선?, 金喜善?; род. 25 февраля 1977, Сеул, Южная Корея) — южнокорейская актриса.

## Фильмография
- 2020 Элис в роли Юн Тэ И
- 2015 Разъярённая мама/Angry Mom в роли Чо Кан Джа
- 2012 «Вера» в роли Ю Ын Су
- 2006 Улыбнись снова (Smile Again) в роли Oh Dan Hee
- 2005 «Миф» — принцесса Ок-Су
- 2005 «Грустная история любви» (англ. Sad Love Story)
- 2003 Моя прекрасная леди (My Fair Lady)
- 2003 A Man Who Went to Mars
- 2001 Wanee & Junah
- 2000 Бишунмо – летящий воин
- 1999 Калла (Calla)
- 1999 Ghost in Love
- 1999 Goodbye My Love
- 1999 Sun Flower
- 1999 Tomato
- 1998 Wedding Dress
- 1998 To the end of the world
- 1998 Mister Q
- 1997 Repechage
- 1997 Propose The Color White
- 1996 Faraway Country Sauna Guys
- 1995 The Son of the Wind
- 1994 The tale of Chun Hyang
- 1994 Agatha Christie

## Награды
- 2001 Самая популярная актриса
- 2001 июнь. Почетный Посол, Объединённый благотворительный фонд Кореи
- 2000 декабря. Премия Популярности «Премий Чанга Йонга Филма»
- 2000 декабря. Премия Популярности «Премий Драмы SBS»
- 2000 марта. Премии Искусств Paeksang «телевизионная Премия Популярности»
- 1999 марта. Почетный Посол доброй воли во Францию
- 1998 декабря. Премии Драмы SBS «Великий Приз» Получают
- 1998 декабря. Премия Популярности «Премий Драмы MBC»
- 1997 Премий Популярности «Премий Драмы КБ в декабре»
- 1996 марта. Премии Искусств Paeksang «Новая телевизионная Премия Актрисы»
- 1996 декабря. Премия Драмы КБ «Главная Премия Превосходства»
- 1995 декабря. Исполнительных Премий в «Подающая надежды Премия Актрисы»